# 神经系统的演化
神经系统的演化可以追溯到动物（或后生动物）神经系统的第一次发展。神经元在多细胞动物中发展成了专门的电信号细胞，从而适应在能动的单细胞和群落真核生物中存在的动作电位机制。许多原始的生物系统，例如在复杂原生动物中发现的系统，使用非电信号来进行运动和生存所需的其他功能。数据表明，这些使用化学梯度进行信息传递的系统演变成了今天已知的电信号细胞。 
在刺胞动物（水母）等动物中观察到的简单神经网络是首先演化出来的神经系统，该系统由同时具备运动和感觉功能的多模态神经元组成。刺胞动物常被与栉水母（梳状水母）进行比较，尽管它们都是水母，但神经系统却大不相同。与刺胞动物不同，栉水母具有使用电化学信号传导的神经元。不过令人困惑的是，虽然栉水母门被认为比多孔动物门（海绵）更古老，但后者根本没有神经系统。
这导致了两种描述早期神经系统是如何形成的理论的兴起。一种理论认为，神经系统起源于所有这些门的共同祖先的基楚，但在多孔动物门中消失了。另一种理论指出，神经系统独立出现了两次（共同演化），在刺胞动物和栉水母中分别演化出来。
双侧对称动物从原生动物的腹神经索到半脊索动物，再到脊索动物的背神经索的这个演化出中枢神经系统的过程被称为头颅化。

## 神经元的前身
神经活动所必需的动作电位是在单细胞真核生物中演化而来的。这些动作电位使用钙离子而不是钠离子，但该机制可能被容纳进了多细胞动物的神经电信号。在一些群落真核生物，例如薮枝螅属中，电信号不仅通过神经网络传播，而且还通过群落共享消化系统中的上皮细胞传播。 領鞭毛蟲、丝囊藻和中菌动物等几种非后生动物门被发现具有突触蛋白同源物，包括分泌型 SNARE、Shank 和 Homer。这些蛋白质在领鞭毛藻和中菌的菌群阶段中的浓度被提高了，这表明了这些原突触蛋白对于细胞间通讯的重要性。 

## 海绵
海绵没有通过突触来相互连接的细胞，因此没有神经元和神经系统。然而，它们确实具有许多在突触功能中起到关键作用的基因的同源物。最近的研究表明，海绵细胞表达一组能聚集在一起形成类似于突触后密集区（突触的信号接收部分）的结构的蛋白质。 然而，这种结构的功能目前尚不明确。虽然海绵细胞没有显示出突触传递，但它们可以通过钙波和其他信号相互交流，这些冲动介导了一些简单的动作，例如全身收缩。 海绵细胞与相邻细胞交流的其他方式则是囊泡运输。这些囊泡携带离子和其他信号分子，但不包含真正的突触功能。 

## 神经网
水母、栉水母和其相关动物具有弥散的神经网，而不是中枢神经系统。在大多数水母中，神经网或多或少地均匀分布在全身。而栉水母的神经网集中在嘴附近。神经网络由接收化学、触觉和视觉信号的感觉神经元、可以激活体壁收缩的运动神经元和检测感觉神经元活动模式并向运动神经元发送信号的中间神经元组成。在某些情况下，中间神经元聚集成离散的神经节。 
辐射对称动物的神经系统的发育是相对非结构化的。与双侧动物不同，辐射动物只有两个原始细胞层，内胚层和外胚层。神经元由一组特殊的外胚层前体细胞产生，这些前体细胞也可作为其他所有外胚层细胞类型的前体细胞。

## 神经索

双侧动物的神经系统呈神经索的形式，并在最前端有一个“大脑”

绝大多数现有的动物都是双侧对称动物，这意味着动物的左右两侧是彼此近似的镜像。所有的双侧动物都被认为是起源于7-6.5亿年前的低温时期出现的一种蠕虫状祖先。 双侧动物的基本体型是一根管子，管子有一个从嘴巴到肛门的中空肠腔，还有一条神经索，前面有一个特别大的神经节，称为“大脑”。

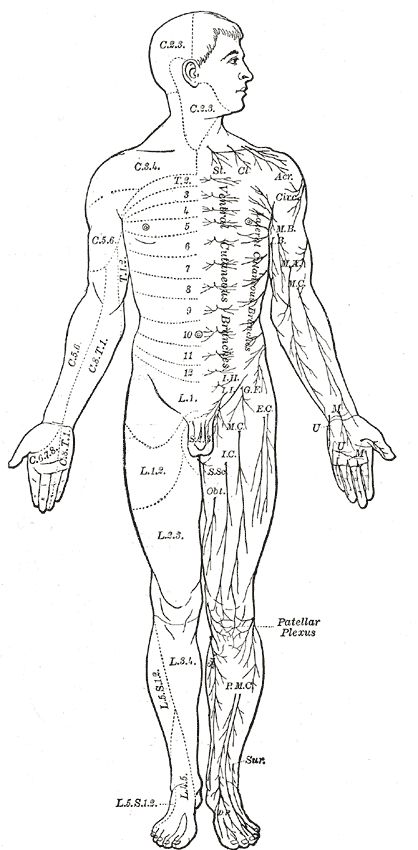
由每根脊神经支配的人体表面区域

甚至包括人类在内的哺乳动物，在神经系统水平上也表现出了分段的双侧体结构。脊髓包含一系列节段性神经节，每个节段都有着运动和感觉神经，这些神经支配着身体表面的一部分和下方的肌肉组织。在四肢上，神经支配的布局很复杂，但在躯干上却产生了一系列窄带。前三个节段属于大脑，产生前脑、中脑和后脑。 
双侧动物可以根据早期的胚胎发育机制分为两大总门，分别为原口动物和后口动物。 后口动物包括脊椎动物以及棘皮动物和半索动物。 原口动物则是更加的多样化，包括节肢动物，软体动物和多种类型的蠕虫都是原口动物。两个总门的神经系统在位置之间存在着根本的不同：原口动物在身体腹侧（通常是底部）具有神经索，而在后口动物中，神经索位于背侧（通常是顶部）。事实上，身体的许多方面在两个总门之间反了过来，包括显示背向腹部梯度的几个基因的表达模式。  一些解剖学家现在认为，原口动物和后口动物的身体彼此“翻转”了过来，这一假设首先由艾蒂安·若弗鲁瓦·圣伊莱尔提出，用于在昆虫与脊椎动物之间行进对比。  例如，昆虫的神经索沿着身体腹侧中线伸，而所有脊椎动物的脊髓都沿着背侧中线延伸。 但近几年的分子生物学研究反驳了这一假说。

### 环节动物门
蚯蚓有双神经索，这双神经锁沿着身体延伸，并在尾部和嘴部处合并。头端的两个神经节的功能类似于一个简单的大脑。动物眼斑上的光感受器则提供有关明暗的感觉信息。 

### 线虫
秀丽隐杆线虫的神经系统已被绘制到突触水平。该系统的每个神经元及其细胞谱系都被记录了下来，并且大多数（如果不是全部）神经连接都是已知的。在这个物种中，神经系统是两性的；男性和雌雄同体两种性别的神经系统具有不同数量的神经元和执行不同性别功能的神经元组。在秀丽隐杆线虫中，雄性正好有 383 个神经元，而雌雄同体正好有 302 个神经元。 

### 节肢动物

蜘蛛的内部解剖，以蓝色显示神经系统

节肢动物，如昆虫和甲壳类动物的神经系统由一系列神经节组成，这些神经节由一条腹神经索连接，该腹神经索由沿腹部延伸的两条平行神经组成。 通常，每个身体节段的每一侧都有一个神经节，其中一些神经节会融合成大脑和其他大神经节。头部包含大脑，也称为上食道神经节。在昆虫的神经系统中，大脑在解剖学上分为原脑、后脑和三脑。紧跟在大脑后面的是食道下神经节，它由三对融合的神经节组成。它控制口器、唾液腺和某些肌肉。许多节肢动物都有发达的感觉器官，包括用于视觉的复眼和用于嗅觉和信息素感觉的触角。来自这些器官的感觉信息由大脑处理。
在昆虫中，许多神经元的细胞体位于大脑边缘并且是电被动的——细胞体仅用于提供代谢支持，不参与信号传导。原生质纤维从这些细胞的细胞体中延伸出来并产生大量分支，其中的一些部分会传输信号，而其余的部分接收信号。因此，昆虫大脑的大部分都有围绕在外围的被动细胞体，而神经信号处理发生在内部被称为神经纤维的原生质纤维的缠结中。 

## 中枢神经系统的演化

### 人类大脑的演化
在人类演化历程中，现代人类祖先的脑容量从能人的600立方厘米演化到了尼安德特人的1736立方厘米。因此，一般来说脑容量和智力之间存在相关性。 然而，现代智人的脑容量为1250立方厘米)，小于尼安德特人的脑容量; 而现代智人女性的脑容量则略小于男性，而绰号“霍比特人”的佛罗勒斯人的颅容量约为380立方厘米, 大约是直立人平均值的三分之一, 比黑猩猩还要小。有人提出，佛罗勒斯人是从直立人演化而来的，是岛屿侏儒症的一个例子。尽管它们的大脑小了三倍，但有证据表明佛罗勒斯人与它们的祖先直立人一样能够火并制作的石器。伊恩戴维森将人类大脑大小的相反演化总结为“尽所需的大，尽可能的小”。 人类大脑是围绕着该物种在其整个存在过程中处理的代谢、环境和社会需求而演化的。

## 扩展阅读
- 演化发育生物学
- 演化神经科学